# Generalizacja mapy
Generalizacja kartograficzna, generalizacja mapy, uogólnienie mapy (łac. generalis – powszechny, ogólny) – w kartografii proces zmniejszania szczegółowości mapy podczas prac redakcyjnych związanych ze zmniejszaniem skali mapy. 
O generalizacji decyduje, oprócz skali, także przeznaczenie mapy. Np. treść mapy ściennej, którą ogląda się z dużej odległości, podlegać będzie większej generalizacji niż atlasu samochodowego w tej samej skali.
Generalizacja polega m.in. na upraszczaniu rysunku obiektów geograficznych (np. przebiegu linii brzegowej), stosowaniu różnego rodzaju symboli przedstawiających złożone struktury przestrzenne i ich cechy. Celem generalizacji jest dostosowanie mapy do danych potrzeb, zwiększenie jej czytelności itp.
Istnieją dwa główne rodzaje generalizacji:
- ilościowa (pominięcie mniej istotnych elementów mapy):
  - generalizacja formy (odległości, kształtu - uproszczenie kształtu; np. pominięcie niektórych zakrętów drogi, rzeki, uproszczenie przebiegu granicy)
  - generalizacja treści (zmniejszenie ilości znaków na mapie; np. pominięcie niektórych miast, rzek, mniej ważnych dróg)
- jakościowa (uogólnienie pojęć przedstawianych na mapie):
  - symbolizacja (np. na mapie w dużej skali miejscowości oznaczone będą zasięgiem zabudowy, w mniejszej skali – sygnaturą koła lub kwadratu)
  - grupowanie (np. połączenie lasów liściastych, iglastych i mieszanych w jedną kategorię)
  - zmiana ujęcia zjawiska

Generalizacja kartograficzna uważana jest za proces subiektywny, wymagający od kartografa dobrej znajomości tematu przedstawionego na mapie.